# 辺地に係る公共的施設の総合整備のための財政上の特別措置等に関する法律
辺地に係る公共的施設の総合整備のための財政上の特別措置等に関する法律（へんちにかかわるこうきょうてきしせつのそうごうせいびのためのざいせいじょうのとくべつそちとうにかんするほうりつ、昭和37年4月25日法律第88号）は、辺地に係る公共的施設の総合整備のための財政上の特別措置等に関する日本の法律。
「辺地」について「交通条件及び自然的、経済的、文化的諸条件に恵まれず、他の地域に比較して住民の生活文化水準が著しく低い山間地、離島その他のへんぴな地域」とし、さらに「住民の数その他」について「政令及び総務省令で定める要件に該当しているもの」と定義している。また「公共的施設」について「辺地とその他の地域との間における住民の生活文化水準の著しい格差の是正を図るため最低限度必要なもの」とし、法律・政令・総務省令で具体的施設について列挙されている。
市町村は、当該市町村の議会の議決を経て当該辺地に係る公共的施設の総合整備計画を定めることができ、地方財政法5条各号に規定する経費に該当しないものについても地方債として辺地対策事業債を発行できる。